# Mauro Marchesi
Mauro Marchesi (Verona, 1964) è un fumettista e illustratore italiano.

## Biografia
Esordì con la serie Generazione M, realizzato con Fabio De Luca, edito sulla rivista Rumore nel 1995. Da allora inizia a collaborare con diversi editori sia come fumettista che come illustratore. Per la Phoenix pubblica Molecole a Molla e Hollywood Bau, che appare inizialmente in una storia breve sulla rivista Mondo Mongo e poi in un volume autonomo (n. 5 della collana No Words). Dopo alcune apparizioni sulla rivista Mamba (editore Brillosto), un secondo volume (Dimmi Cosa Vedi) verrà edito nel 2007 per le Edizioni BD. Il personaggio è stato creato dal solo Marchesi, cui si è aggiunto poi Francesco Tacconi per i testi (i due volumi sono firmati da entrambi gli autori).
Nel 2008 una storia di Hollywood Bau illustra e decora gli interni di un intero edificio di 12 piani a Hong Kong. Questo progetto, con Alberto Cipriani (RAD Studio), è stato documentato sia nel volume olandese Bricks & balloons: architecture in comic-strip form di Mélanie van der Hoorn, che nella mostra Arkitekturstriper: Architecture in Comic-Strip Form, tenutasi a Oslo nel 2015.
Per Kappa Edizioni è uno degli autori italiani che realizzano storie originali di Lupin III in accordo con il creatore del personaggio, Monkey Punch (è il disegnatore del volume Essere Lupin III, scritto da Andrea Baricordi); nell'edizione 2002 di Lucca Comics & Games la mostra Lupin III Millennium è dedicata proprio all'omonima serie di volumi e sono esposte anche le tavole di Marchesi. Per Mondadori illustra libri per ragazzi tra cui Magico Calcio (pubblicato poi anche in edizione francese come Jouer au foot: C'est magique!) e Magica Squadra, entrambi con testi di Sergio Comisso e in generale fornisce copertine e illustrazioni per molti volumi, tra i quali edizioni illustrate di classici come Tom Sawyer di Mark Twain e Kim di Rudyard Kipling.
Nel 2018 esce in Francia con i testi di Laurent Queyssi la biografia in forma di graphic novel Phil: Une vie de Philip K. Dick. Il volume verrà pubblicato a gennaio 2019 negli Stati Uniti col titolo Philip K. Dick: A Comics Biography, da NBM Publishing.
Insegna illustrazione digitale e fumetto all'Accademia di Belle Arti di Verona.
Fin dagli anni '80 è attivo in campo musicale, in gruppi come Morrowyellow, Le Madri della Psicanalisi, Peluqueria Hernandez, anche qui con numerose pubblicazioni all'attivo.